# Tomás Berreta
Tomas Berreta Gandolfo (Montevidéu, 22 de novembro de 1875 - 2 de agosto de 1947), foi um político uruguaio e Presidente do Uruguai entre 1 de março de 1947 até a data de sua morte, também foi membro do Partido Colorado, ele foi eleito Presidente do Uruguai em 1946, junto com Batlle Berres que foi eleito seu vice-presidente, Berreta faleceu em 2 de agosto de 1947, logo após a sua morte Batlle Berres foi declarado Presidente assumindo o cargo no seu lugar.